# Migdolus exul
Migdolus exul là một loài bọ cánh cứng trong họ Cerambycidae.